# يوناس سوندمان
يوناس سوندمان (بالفنلندية: Joonas Sundman)‏ هو لاعب كرة قدم فنلندي في مركز الدفاع، ولد في 20 يناير 1998 في فنلندا. لعب مع أستون فيلا.

## وصلات خارجية
- يوناس سوندمان على موقع قاعدة بيانات كرة القدم.إي يو (الإنجليزية)
- يوناس سوندمان على موقع Soccerway.com (الإنجليزية)